# 漢江大橋
漢江大橋（ハンガンおおはし）は、大韓民国ソウル特別市の漢江に架かる橋。北岸の龍山区漢江路と南岸の銅雀区鷺梁津洞とを結び、国道1号線が通過している。橋の中間にはノドゥル島がある。
開通は1917年で、漢江を渡る初めての道路橋であった（鉄道橋である漢江鉄橋が先に開通した）。

## 歴史
1900年、京仁鉄道会社により漢江最初の橋として漢江鉄橋（鉄道橋）が架設された際、線路の片側もしくは両側に歩道を設けるという案があった。しかし、この際には工事費を理由として歩道は設けられなかった。当時は民間が用いる自動車は存在しておらず、川を渡ろうとする者は船を利用していたので、道路橋を架ける需要はなかった。
しかし、自動車が輸入されるようになると、川を渡る道路橋建設の需要も増加した。1912年、朝鮮総督府は人道橋（道路橋）の建設計画を策定。1916年3月に着工され、1917年10月に竣工、徒歩と車両での通行が可能になった。建設当初の漢江人道橋は、鷺梁津側の「大橋」440mと、龍山側の「小橋」188mからなっていた。
1925年7月、洪水のために小橋（龍山側）が流失。1929年9月18日に小橋が再開通するとともに、幅が18mに拡張された。1935年10月。大橋（鷺梁津側）が再建設され開通、電車が敷設された。
1950年6月28日、朝鮮戦争中に韓国軍によって爆破され、避難民に多数の死者を出した（漢江人道橋爆破事件）。1950年10月に臨時復旧されたが、1車線での通行となった。
漢江大橋が機能を完全に回復するのは1958年5月15日である。1982年2月27日、漢江大橋新橋が開通し4車線から8車線に拡張された。